# Foneria (métro de Barcelone)
Foneria est une station de la ligne 10 du métro de Barcelone.

## Histoire
La station entre en service le 8 septembre 2018, à l'occasion de l'ouverture de la trame sud de la ligne 10.